# Protaetia aurichalcea
Protaetia aurichalcea es una especie de escarabajo del género Protaetia, familia Scarabaeidae. Fue descrita científicamente por Fabricius en 1775.
Habita en India y Sri Lanka.

## Descripción
Comportamiento repetitivo observado entre pares de apareamiento. Después del apareamiento, la hembra adulta se entierra en el suelo o en la materia orgánica para poner huevos. Después de 2 a 3 días de cópula, la hembra pone de 45 a 50 huevos. Los huevos miden 2,3 mm de largo y la larva eclosiona después de 11 a 26 días. Larva característica en forma de C con cuerpo blanco cremoso y setas anaranjadas. Tres pares de patas torácicas son débiles, por lo que se arrastran sobre su espalda. Se pueden observar tres estadios larvarios. El primer estadio tiene una longitud de aproximadamente 3,0 mm. El segundo estadio mide 15,00 mm de largo y muestra agrandamiento de los espiráculos. El tercer estadio mide 25,00 mm de largo y tiene una apariencia voluminosa. Se alimentan extensamente en los primeros días, pero luego se vuelven menos activos. Después de 8 a 11 días de duración de la larva, construye el capullo de gránulos fecales y partículas de suelo con la ayuda de la saliva.

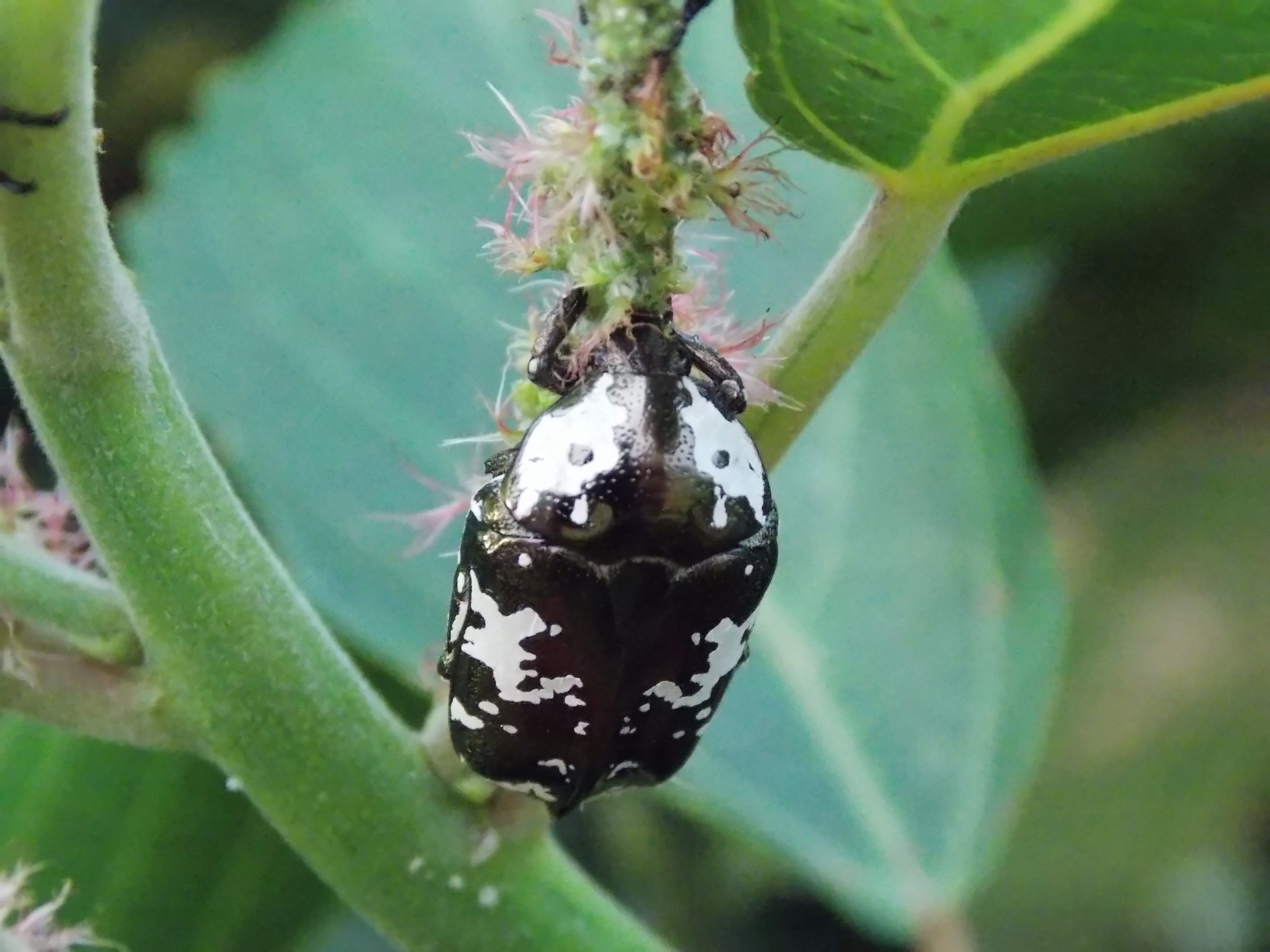
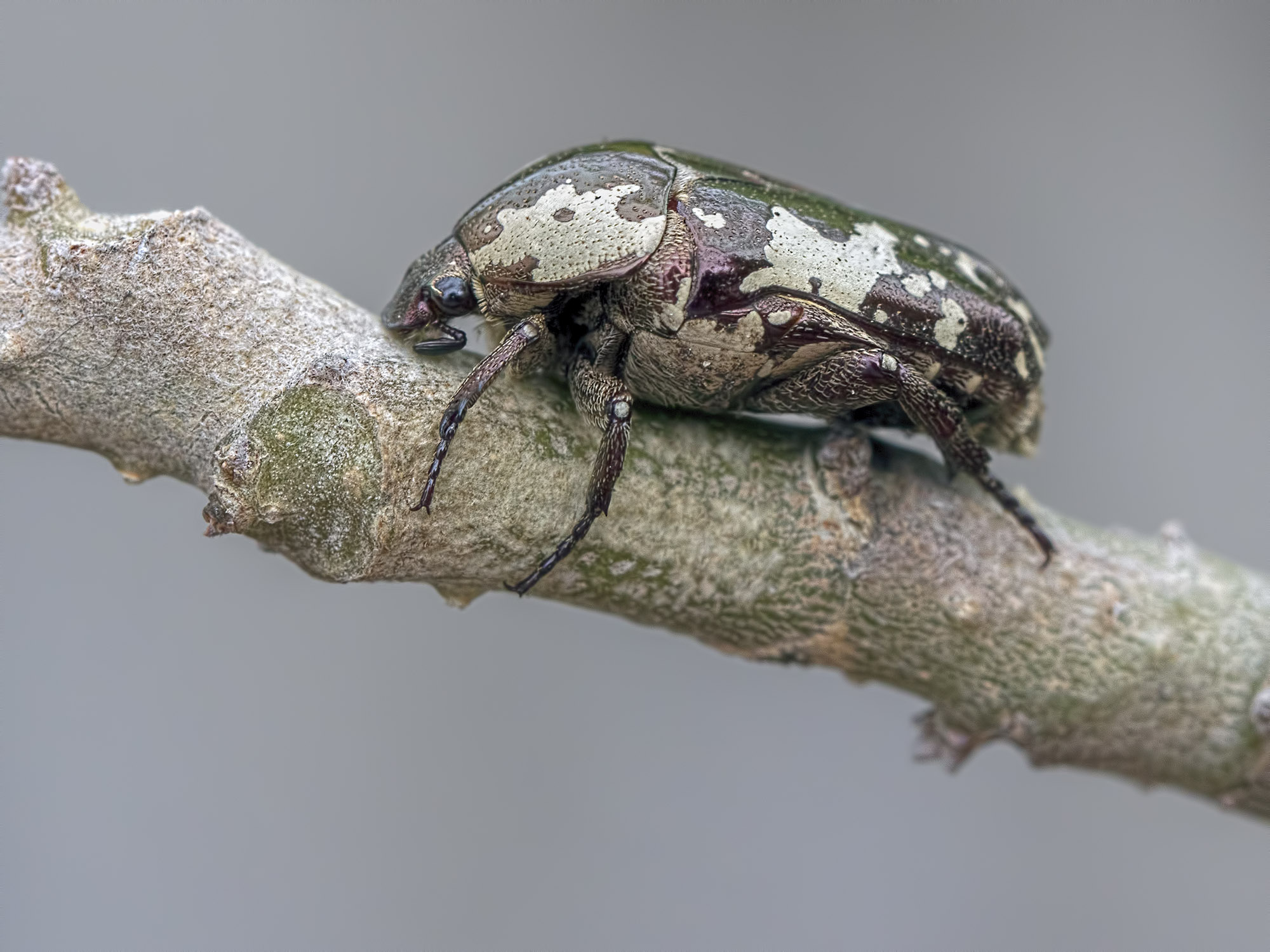
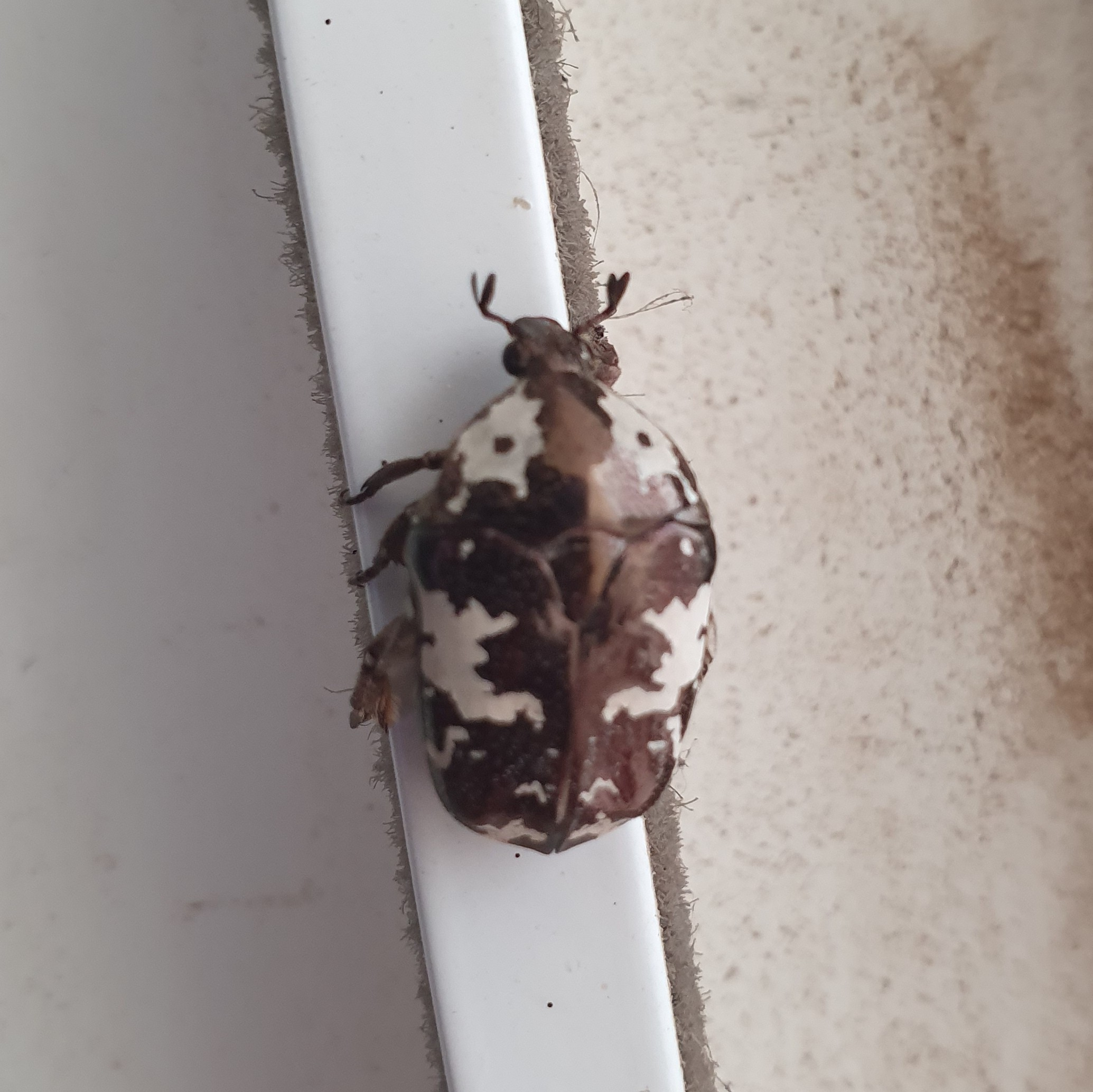